# Френкен, Генри Эндрю
Генри Эндрю Френкен (фр. Henry Andrew Francken, род. ок. 1720 года, вероятно в Голландии, умер в Кингстоне (Ямайка) в 1795 году) — негоциант, осуществлявший различные сделки, в основном в Вест-Индии. Наибольшую известность приобрёл в масонстве, где он внёс существенный вклад в генезис Древнего и принятого шотландского устава.

## Биография
Френкен прибыл на Ямайку в феврале 1757 года. Натурализован на следующий год после приезда. Он занимал различные должности при дворе вице-адмиралтейства. В 1765 году он был назначен переводчиком на голландском и английском языках. Затем он провёл два года в Северной Америке, прибыв в Нью-Йорк в 1767 году, после чего вернулся на Ямайку, где стал таможенным инспектором. Его должность была упразднена в 1790 году, он был разорён и ему пришлось распродать своё имущество и обратиться за помощью к своим друзьям. В 1794 году он был назначен заместителем судьи в суде города Порт-Ройал, где он и скончался в 1795 году, в должности комиссара Верховного суда Кингстона и Порт-Ройаля.

## Роль Френкена в масонстве
По возвращении из Вест-Индии Этьенн Морен назначил Френкена Избранным великим генеральным инспектором. Франкен тесно сотрудничал с Мореном и в 1771 году написал рукопись содержащую ритуалы с 15 по 25 градусы, которая была заново открыта в 1976 году в Лондоне. Также он написал по меньшей мере ещё две рукописи, первую в 1783 году, вторую около 1786 года, в которых содержатся все градусы с 4 по 25, которые были обнаружены в 1935 и 1970 годах. Эти рукописи в настоящее время являются очень ценным источником по истории масонских уставов.
Ложа «Шотландского усовершенствования» была основана 12 апреля 1764 года в Новом Орлеане. Это была первая ложа доплнительных градусов на североамериканском континенте. Её существование было недолгим, поскольку, согласно Парижскому договору, Новый Орлеан был передан католической Испании, враждебно настроенной по отношению к масонству. Видимо, вся масонская деятельность в Новом Орлеане была приостановлена до 1790 года.
В 1767 году Френкен прибыл в Нью-Йорк, где 26 декабря он получил патент, дающий право на создание ложи усовершенствования в Олбани (Нью-Йорк), что позволило ему впервые создать степени усовершенствования (с 4 по 14) в 13 британских колониях. Этот патент, равно как и отчеты о первых работах этой ложи, хранятся в архивах Верховного совета северной юрисдикции США.
Во время своего пребывания в Нью-Йорке, Френкен посвятил в градусы с 4 по 25 еврейского бизнесмена Моисея Майкла Хейза, которого он назначил заместителем генерального инспектора. В 1781 году Хейз назначил ещё восьмерых заместителей генерального инспектора, четверо из которых позднее сыграли заметную роль в создании Древнего и принятого шотландского устава в Чарльстоне (штат Южная Каролина).